# Groupe des 22
Pour les articles homonymes, voir G22.

Membres du G8
Les 14 autres membres

Le groupe des 22 a été promulgué par les participants de l'APEC en 1997. Son intention est de convenir d'un certain nombre de réunions entre les ministres des finances et les administrateurs de banques centrales pour effectuer des propositions de réformes du système financier. Le Groupe des 22 comprend les membres du G8 et 14 autres pays. Il s'est réuni pour la première fois en 1998 à Washington, D.C. pour reconsidérer la stabilité du système financier international et celle des marchés de capitaux. Elle fut supprimée par le groupe des 33 en 1999 et maintenant par le groupe des 20 nations les plus industrialisées.
Hong Kong, Singapour, la Malaisie et la Thaïlande étaient membres du G22, mais ne sont plus parties prenantes du G20. L'Union européenne, la Turquie et l'Arabie saoudite sont membres du G20 mais ne faisaient pas partie du G22. La Pologne était un membre du G22 mais n'est plus que représentée à travers le siège de l'Union Européenne au G20.

## Membres
| Pays du G8: - Allemagne - Canada - États-Unis - France - Italie - Japon - Royaume-Uni - Russie | Les 14 autres pays: - Argentine - Australie - Brésil - Chine - Hong Kong, Chine - Inde - Indonésie - Malaisie - Mexique - Pologne - Singapour - Afrique du Sud - Corée du Sud - Thaïlande |